# آرچی تامپسون
آرچی تامپسون (هلندی: Archie Thompson؛ زادهٔ ۲۳ اکتبر ۱۹۷۸) یک بازیکن فوتبال اهل استرالیا است.
وی همچنین در تیم ملی فوتبال استرالیا بازی کرده‌است.
او بازدن ۱۳ گل در بازی با تیم ملی ساموآی آمریکا از این حیث رکورد دار محسوب می‌شود.